# Siegershausen
Siegershausen ist eine ehemalige Ortsgemeinde und eine Ortschaft der Gemeinde Kemmental des Bezirks Kreuzlingen des Kantons Thurgau in der Schweiz. Die Ortsgemeinde gehörte zur Munizipalgemeinde Alterswilen und fusionierte am 1. Januar 1996 zur politischen Gemeinde Kemmental.

## Geographie
Siegershausen umfasste das im oberen Kemmental an der Hauptstrasse Sulgen–Kreuzlingen gelegene Dorf Siegershausen sowie seit 1984 die ehemalige Ortsgemeinde Dippishausen-Oftershausen.
In Siegershausen befinden sich eine Bank, ein Dorfladen, die Gemeindeverwaltung und ein grosser Teil der Gewerbezonen der Gemeinde Kemmental.
Siegershausen hat einen Bahnhof an der Bahnstrecke Weinfelden–Konstanz.

## Geschichte

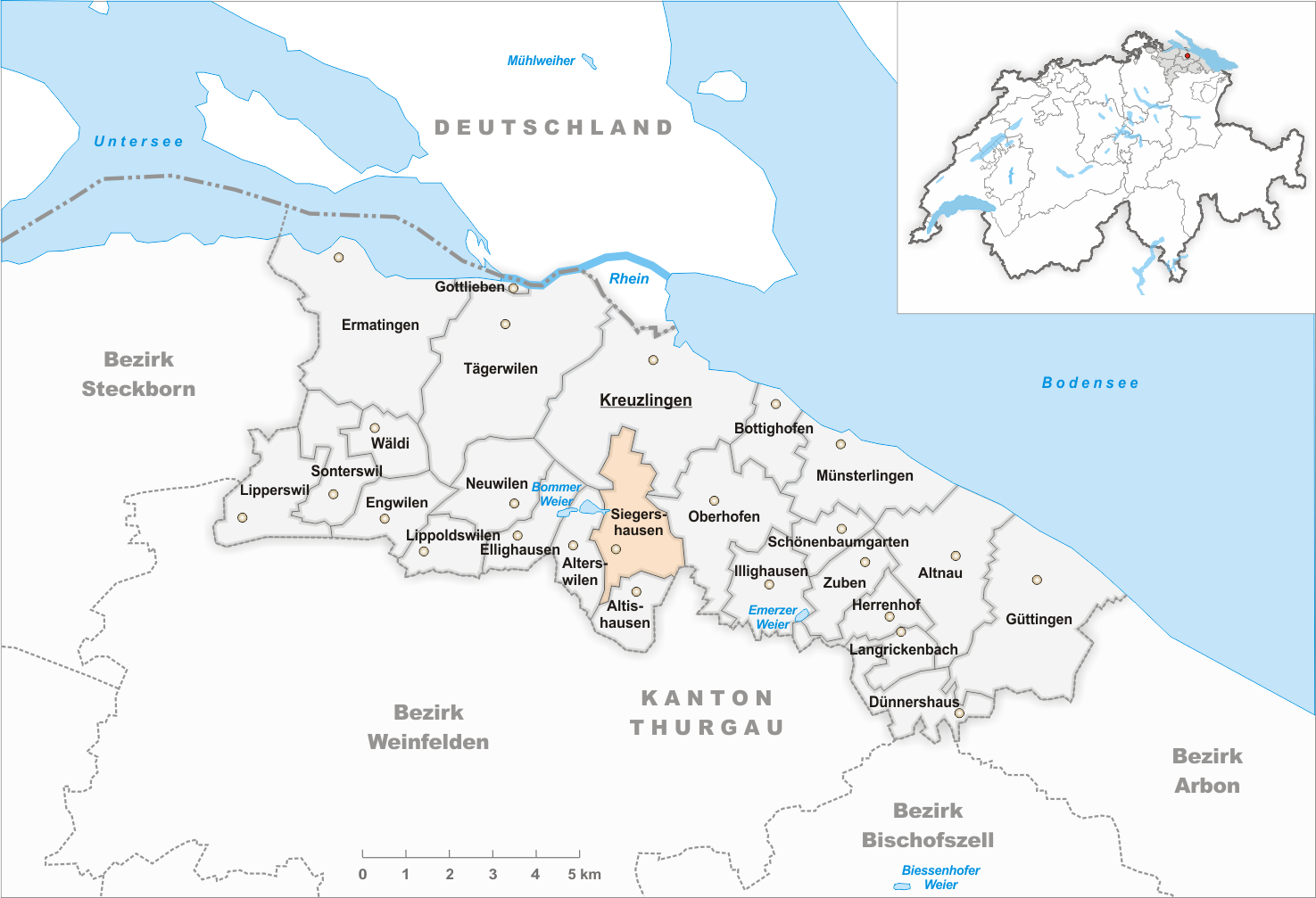
Gemeindestand vor der Fusion im Jahr 1996

Siegershausen wurde 1227 erstmals als Sigehardishusin erwähnt. Ursprünglich in der Konstanzer Bischofshöri gelegen, unterstand das Gericht Siegershausen vom Spätmittelalter bis 1798 der bischöflich-konstanzischen Obervogtei Gottlieben. Von 1364 bis 1452 gehörte es vorübergehend den Herren von Roggwil.
Kirchgenössig war Siegershausen zunächst nach St. Stephan in Konstanz, dann nach Tägerwilen, ab Mitte des 13. Jahrhunderts stets nach Alterswilen. Nach der Reformation 1529 gingen die wenigen Katholiken nach Bernrain zur Kirche. Seit 1831 gehören sie zur Pfarrei Emmishofen.
Bereits Ende des 18. Jahrhunderts erfolgte der Übergang vom Kornbau der Dreizelgenwirtschaft zur individuellen Nutzung der Brachzelgen, und der gemeinsame Weidgang wurde aufgegeben. Im 19. Jahrhundert fand ein sukzessiver Übergang zu Vieh- und Milchwirtschaft statt. Trotz Inbetriebnahme der Mittelthurgaubahn im Jahr 1911 nahm das Dorf nur wenig Aufschwung. 1967 bis 1987 erfolgte eine Güterzusammenlegung. Seit 1958 produziert die Strähl Käse AG, die grösste Käserei der Ostschweiz, im Ort.
→ siehe auch: Abschnitt Geschichte im Artikel Dippishausen-Oftershausen

## Bevölkerung
|              | 1850  | 1900  | 1950  | 1990  | 2000  | 2010  | 2018  | 2023  |
| ------------ | ----- | ----- | ----- | ----- | ----- | ----- | ----- | ----- |
| Ortsgemeinde | 131   | 108   | 144   | 403   |       |       |       |       |
| Ortschaft    |       |       |       |       | 285   | 289   | 547   | 569   |
| Quelle       | [ 3 ] | [ 3 ] | [ 3 ] | [ 3 ] | [ 5 ] | [ 6 ] | [ 2 ] | [ 7 ] |

Von den insgesamt 569 Einwohnern der Ortschaft Siegershausen am 31. Dezember 2023 waren 138 bzw. 24,3 % ausländische Staatsbürger. 240 (42,2 %) waren evangelisch-reformiert und 123 (21,6 %) römisch-katholisch.

## Varia
Siegershausen erscheint in medizinischen Handbüchern, da hier Jacob Nufer um das Jahr 1500 den ersten Kaiserschnitt durchführte, bei dem die Mutter überlebte.
Beim Bahnhof Siegershausen beginnt der Planetenweg Süd, der über sechs Kilometer zum Planetarium und Sternwarte Kreuzlingen führt.

## Bilder

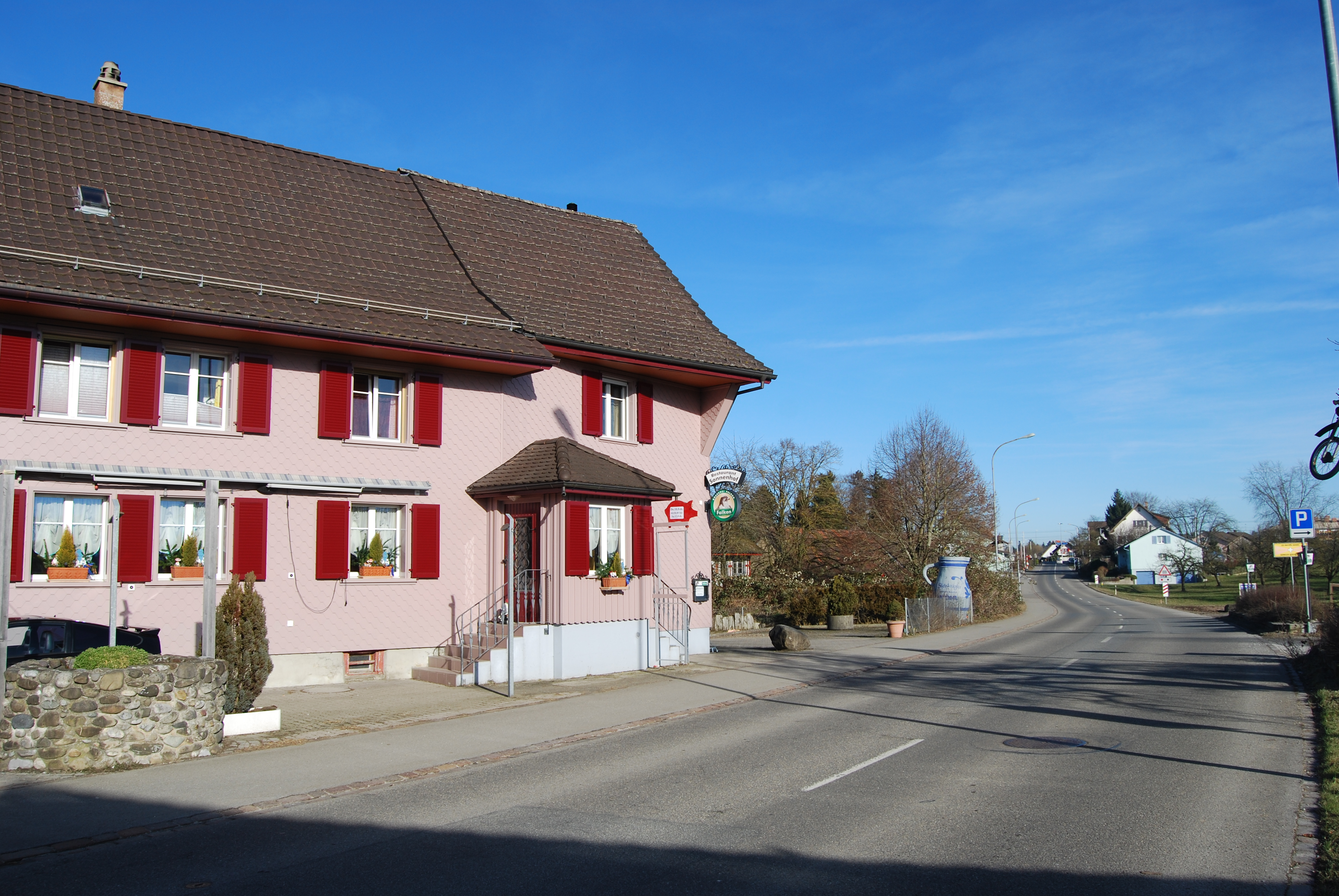
Restaurant Sonnenhof
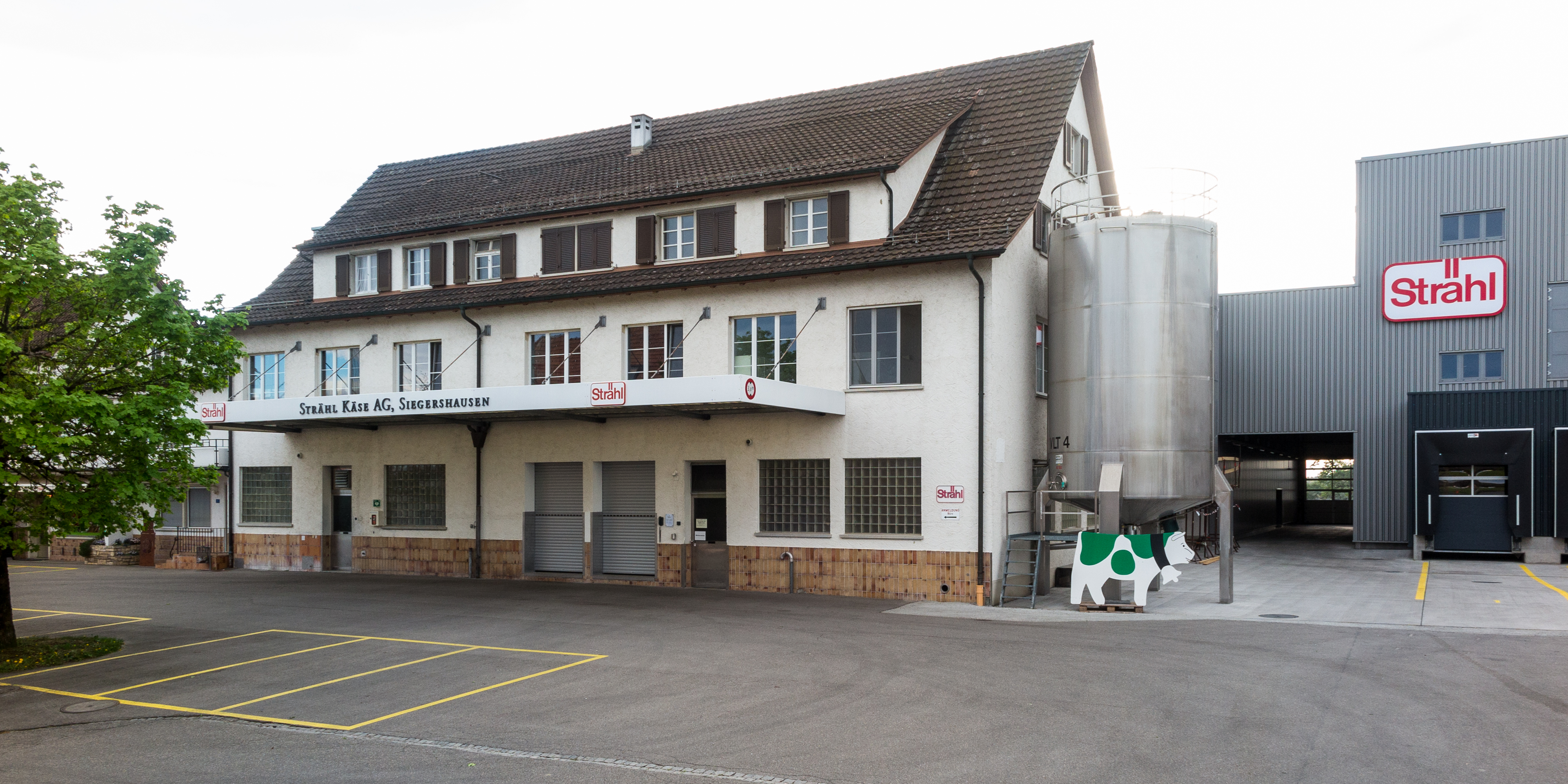
Käserei Strähl
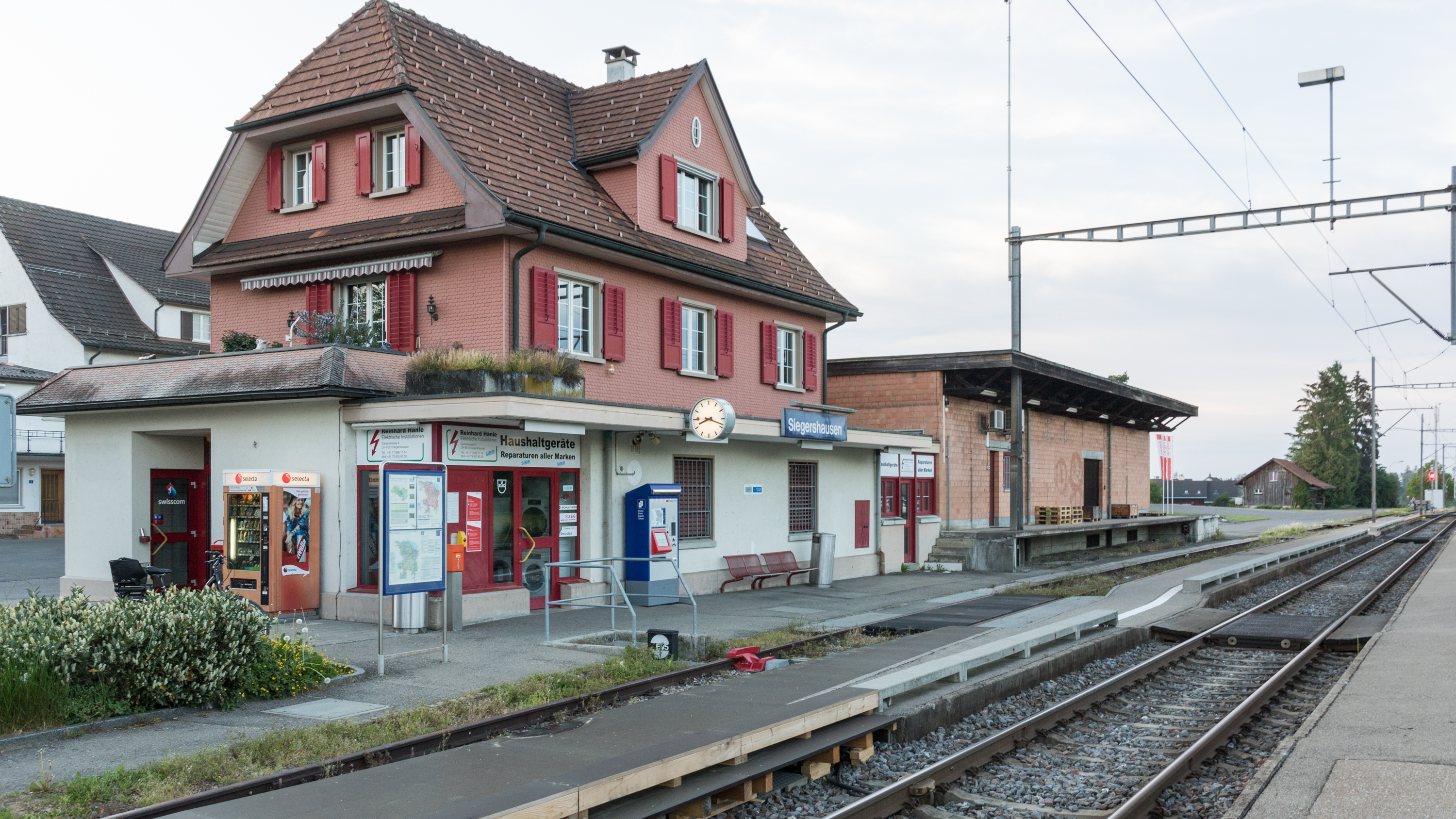
Bahnhof Siegershausen